# Camilla Wandahl
Camilla Wandahl (født 9. juli, 1986) er en dansk forfatter. Hun er uddannet folkeskolelærer med linjefag i dansk, tysk og billedkunst fra N. Zahles Seminarium i København. Hendes debutroman, Hjerte i vente, udkom i 2009.